# Kelly Marie Tran
Kelly Marie Tran (San Diego, 17 gennaio 1989) è un'attrice statunitense.

## Biografia
Di origine vietnamita, è nota per i suoi ruoli in Star Wars - Gli ultimi Jedi (2017) e Star Wars - L'ascesa di Skywalker (2019).

## Filmografia parziale

### Attrice

#### Cinema
- Hot Girls on the Beach, regia di Lane Ryan (2011)
- The Cohasset Snuff  Film, regia di Edward Payson (2012)
- XOXO, regia di Christopher Louie (2016)
- Star Wars - Gli ultimi Jedi (Star Wars: The Last Jedi), regia di Rian Johnson (2017)
- Star Wars - L'ascesa di Skywalker (Star Wars: The Rise of Skywalker), regia di J. J. Abrams (2019)
- The Wedding Banquet, regia di Andrew Ahn (2025)

#### Televisione
- This Indie Girl – serie TV, 1 episodio (2011)
- Fabulous High, regia di Sean Willis – film TV (2012)
- Ladies Like Us – serie TV, 6 episodi (2013-2015)
- About a Boy – serie TV, 2 episodi (2014)
- Hope & Randy – miniserie TV (2014)
- Gortimer Gibbon's Life on Normal Street – serie TV, 3 episodi (2014-2016)
- Comedy Bang! Bang! – serie TV, 1 episodio (2015)
- Pub Quiz, regia di Spencer Willis e Heath Woodlief  – film TV (2016)
- Sing It! – serie TV, 1 episodio (2016)
- Sorry for Your Loss – serie TV, 20 episodi (2018-2019)
- Sweet Tooth – serie TV, 8 episodi (2024)

#### Cortometraggi
- Untouchable, regia di Kristin Hansen (2011)
- The Rising Cost of Cosmetics, regia di Garen Thomas (2011)
- Impressions, regia di Robert Schwartz (2011)
- Andy's CDs, regia di Elias Coe (2013)

### Doppiatrice
- Star Wars: Forces of Destiny - serie animata, 1 episodio (2018)
- I Croods 2 - Una nuova era (The Croods: A New Age), regia di Joel Crawford (2020)
- Raya e l'ultimo drago (Raya and the Last Dragon), regia di Don Hall e Carlos López Estrada (2021)
- Once Upon a Studio, regia di Dan Abraham  e Trent Correy (2023)
- Lego Star Wars: Rebuild the Galaxy, regia di Chris Buckley (2024)

## Doppiatrici Italiane
Nelle versioni in italiano delle opere in cui ha recitato, Kelly Marie Tran è stata doppiata da:
- Veronica Puccio in Star Wars - Gli ultimi Jedi, Star Wars - L'ascesa di Skywalker
- Giulia Catania in Gortimer Gibbon - La vita a Normal Street
- Mattea Serpelloni in Sweet Tooth

Da doppiatrice è sostituita da:
- Benedetta Porcaroli ne I Croods 2 - Una nuova era
- Veronica Puccio in Raya e l'ultimo drago
- Ilaria De Rosa in Once Upon a Studio
- Luisa D'aprile in Lego Star Wars: Rebuild the Galaxy
- Martina Felli in Raya e l'ultimo drago (trailer)